# Watergate (Floryda)
Watergate – jednostka osadnicza w Stanach Zjednoczonych, w stanie Floryda, w hrabstwie Palm Beach. W roku 2020 obszar zamieszkiwało 3459 osób.